# Ribadeo
Ribadeo è un comune spagnolo di 9 854 abitanti (2019) situato nella comunità autonoma della Galizia. Il suo porto è sulla 'Ría de Ribadeo', uno dei tipici fiordi della Galizia.
Attualmente è in una fase di espansione ed è fra le località della Galizia che si sono economicamente più sviluppate in questi ultimi anni. Fa parte della comarca della Mariña Oriental, della quale è il capoluogo.
Viene chiamato la "Porta Norte" e questa caratteristica è espressa dallo scudo del suo stemma su cui sono disegnate delle onde che raffigurano il mare, una chiave che indica la porta e una stella il nord.
La cittadina ha origine dalle banchine di Porcillán e di Cabanela che oggi sono porti distinti collegati da un viale litoraneo fra loro e con un altro porto nuovo e appositamente attrezzato: il porto sportivo. Per Ribadeo passa anche il camino de Santiago per chi arriva dai paesi del Nord Europa, che inizia dal porto di Porcillán e attraversa il territorio del comune per circa 16 km.

## Toponomastica
Il suo toponimo è di facile interpretazione: Riva dell'Eo. L'Eo è infatti un fiume che sfocia nell'Atlantico formando la ria de Ribadeo (detta anche ria dell'Eo) lunga 10 km, confine naturale fra le Asturie e la Galizia. La sua economia è basata sul commercio. sull'attività portuale, sulla pesca e sul turismo. La foce del fiume Eo è particolarmente idonea alla pesca del salmoni che risalgono la ria.

## Monumenti, località d'interesse

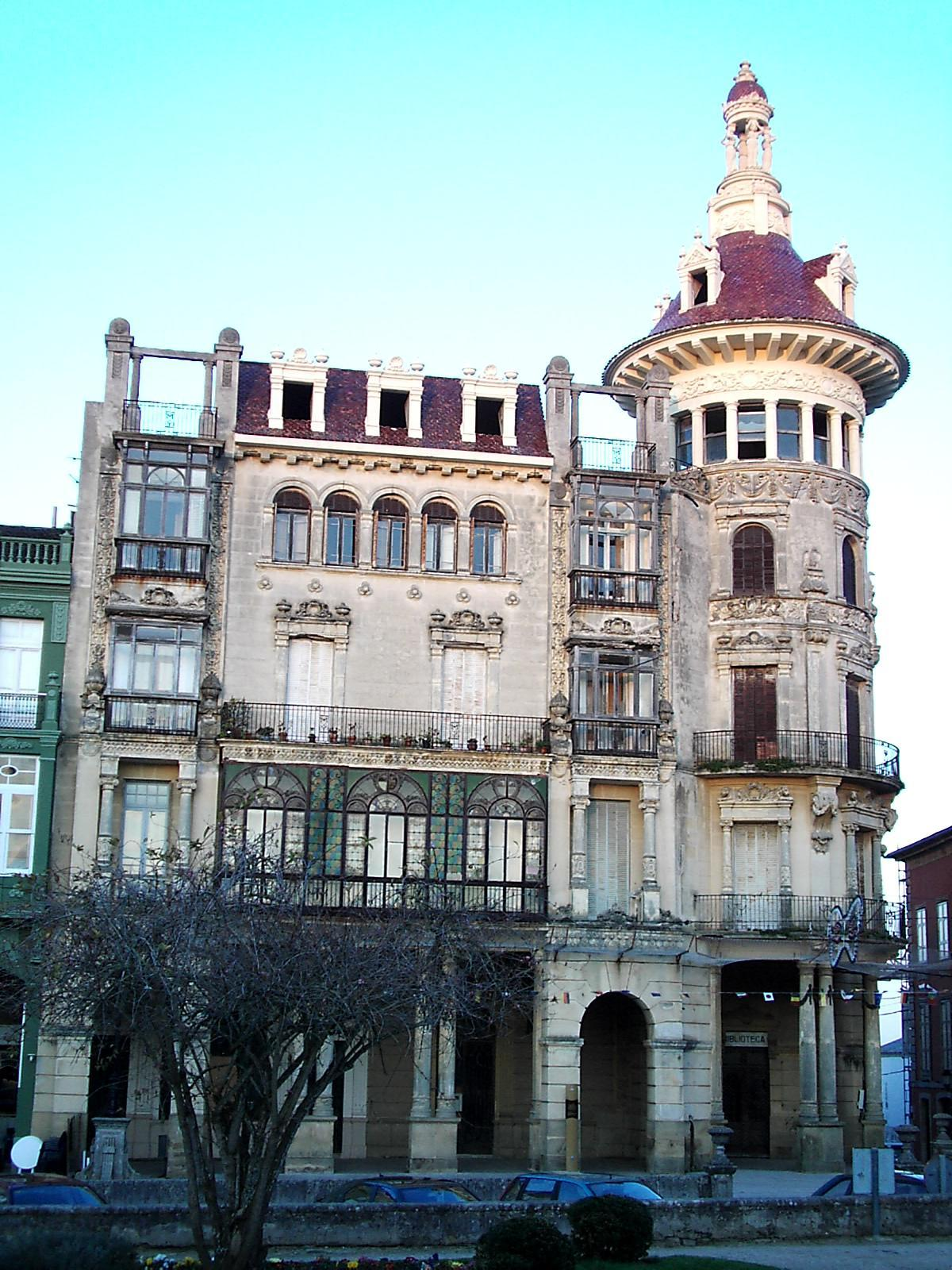
Torre dos Moreno

- Torre dos Moreno (fratelli Moreno) è una costruzione moderna dell'inizio del XX secolo, che rappresenta la città ed è opera di un seguace di Gaudì.
- Pazo de Ibáňez  è un palazzo della fine del XVIII in stile neoclassico, oggi è la Casa do Concello.
- Forte de san Damián è un forte del XVIII secolo posto a guardia dell'entrata nella ria.
- Capela da Virxe do Camiño del XIII secolo.
- Miradoiros sono punti di osservazione diversi ma tutti con viste panoramiche larghe e piacevoli: il Miradoiro de Obras Públicas sopra il porto sportivo, il Miradoiro de San Miguel in alto su un promontorio, il Miradoiro de Atalaia che in origine era un baluardo a difesa della città con una piccola cappella del XIII secolo, il Miradoiro de Santa Cruz sopra una collina a 2,5 km dal centro della città con ampia vista su tutta la ria.
- Praia das Catedrais è la più bella spiaggia della città con spettacolari forme rocciose scavate dall'oceano che ricordano architetture gotiche.
- Parque da Ría de Ribadeo. La ria è un parco naturale di grande interesse ecologico, dichiarato Zona di protezione speciale fin dal 1889, poi Spazio naturale protetto dal 1991 e infine Spazio di regime di protezione generale dal 1995.

## Feste
Come in tutte le località spagnole si celebrano con particolare cura e partecipazione le feste del patrono della città che qui sono due Santa María che si celebra l'8 settembre e San Roque il 10 agosto.
Si celebrano poi le feste dei patroni delle diverse frazioni del comune e quella della patrona dei pescatori la Virxe do Carme per la quale in luglio si svolge una spettacolare processione marittima di centinaia d'imbarcazioni di tutti i tipi.
Si celebra pure con i tradizionali riti la Settimana santa e ci si diverte pubblicamente a Carnevale. Durante la Semana náutica in estate si svolgono regate riservate a imbarcazioni a vela delle diverse classi organizzate a cura del Club nautico locale.
La banda municipale organizza in agosto il Festival de bandas cui partecipano bande di diversi paesi e nazioni.